# Callina Liang

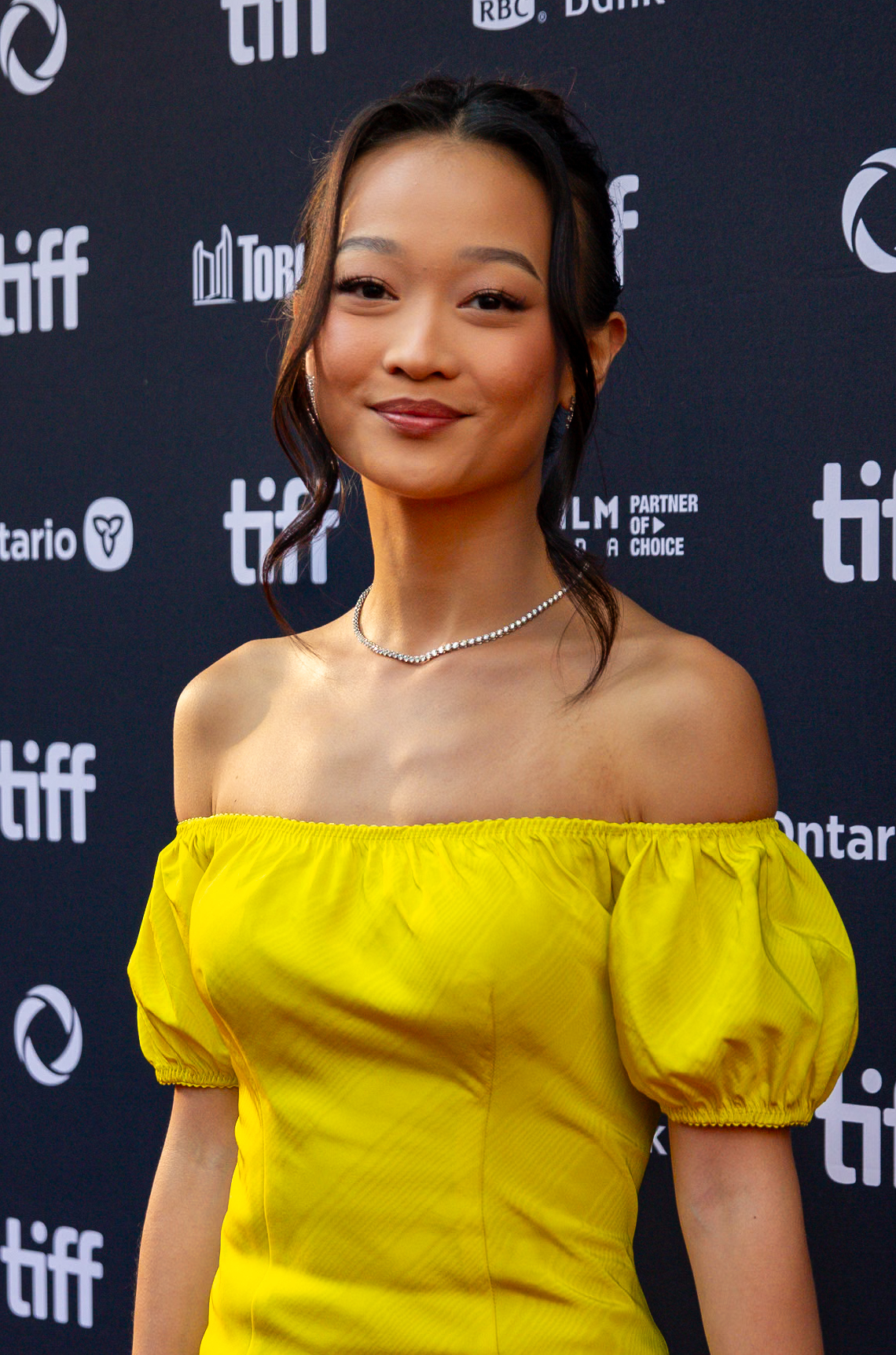
Callina Liang

Callina Liang (* 1999 oder 2000 in Vancouver) ist eine kanadische Schauspielerin.

## Leben und Karriere
Liang wurde in Vancouver geboren. Sie besuchte die Australian International School in Singapur. Später studierte sie Performance am Lasalle College of the Arts. Während ihrer Teenagerjahre war sie als TikTok-Content-Erstellerin aktiv. Ihr Debüt gab sie 2022 in der ITVX-Serie Tell Me Everything. 2024 übernahm sie die Hauptrolle der Chloe im Film Presence von Steven Soderbergh. Im selben Jahr spielte Laing in dem Film Bad Genius mit.
Derzeit lebt sie in London.

## Filmografie
Filme
- 2024: Bad Genius
- 2024: Presence

Serien
- 2022: Tell Me Everything